# Ситьково-2
 Ситько́во-2 (белор. Сіцькова-2) — деревня в Николаёвском сельсовете Миорского района Витебской области Белоруссии.

## География
Расположена в юго-восточной части района в 8 км от города Дисна и 48 км от районного центра Миоры.
На расстоянии 2 км протекает река Дисна.

## История
В 1921—1945 годах деревня в составе гмины Николаёво Виленского воеводства Польской Республики.
До 16 сентября 1960 года деревня входила в состав Стефанпольевского сельсовета.

## Население
- 1921 год — 57 жителей, 10 домов[7]
- 1931 год — 77 жителей, 10 домов[8]
- 2019 — 132 жителя[1]

## Экономика
Сельскохозяйственный производственный комплекс «Ситьково».

## Образование
- Ситьковская средняя школа-сад
- ГУО «Ситьковская ясли сад-базовая школа»
- Сельская и школьная библиотеки.

## Культура
- Ситьковский сельский клуб
- Историко-этнографический музей

## Достопримечательности
- Обелиск павшим в Великой Отечественной войне